# Silk & Soul
Albums de Nina Simone
Nina Simone Sings the Blues
(1967) 'Nuff Said!
(1968)
Silk & Soul est un album de la chanteuse, pianiste et compositrice Nina Simone (1933-2005).

## Information sur les morceaux de cet album
- It Be's That Way Sometimes est un morceau de Sam Waymon, le frère de Nina Simone.
- I Wish I Knew How It Would Feel to Be Free est une chanson de Billy Taylor. Nina Simone l'a enregistrée la première. Plus tard ce morceau sera enregistré par Solomon Burke et Ray Charles. Il est considéré comme un hymne des Droits civiques.
- Turning Point semble au premier abord une chanson qui parle d'une enfant blanche qui se fait une nouvelle ami noire, mais en fait il pose la question des origines du racisme. Les paroles sont de Martha Holmes.
- Consummation est une chanson d'amour composée par Nina elle-même à partir d'un thème classique de Bach.

## Liste des titres
1. It Be's That Way Sometime (Sam Waymon)
2. The Look of Love (Burt Bacharach, Hal David)
3. Go To Hell (Morris Bailey, Jr.)
4. Love O' Love (Andy Stroud)
5. Cherish (Terry Kirkman)
6. I Wish I Knew How It Would Feel To Be Free (Billy Taylor)
7. Turn Me On (John D. Loudermilk)
8. Turning Point (Martha Holmes)
9. Some Say (Charles Reuben)
10. Consummation (Nina Simone)